# Prawo Stokesa

Linie prądu płynu i siły działające na kulę poruszającą się w płynie: F_{g} to siła grawitacji a F_{d} to opór aerodynamiczny

Prawo Stokesa – prawo określające siłę oporu, działającą na ciało w kształcie kuli, poruszające się w płynie (cieczy, gazie lub plazmie). Zostało odkryte w roku 1851 przez George’a Stokesa.
Prawo wyraża się wzorem:
{\displaystyle {\vec {F}}=-6\,\pi \,\eta \,r\,{\vec {v}},}
gdzie:
{\displaystyle {\vec {F}}} – siła oporu,
{\displaystyle \eta } – lepkość dynamiczna płynu,
{\displaystyle r} – promień kuli,
{\displaystyle {\vec {v}}} – prędkość ciała względem płynu.
Wzór ten jest spełniony dla małych prędkości ciała, ściślej: w przypadku małych liczb Reynoldsa (Re) charakteryzujących przepływ (Re < 1). Dla kuli liczbę Reynoldsa definiuje się jako:
{\displaystyle Re={\frac {\rho \,v\,2r}{\eta }},}
gdzie:
{\displaystyle \rho } – gęstość płynu, w którym porusza się kula.
Prawo zapisane w pierwotnej postaci można przekształcić do:
{\displaystyle |{\vec {F}}|={\frac {24}{Re}}\pi r^{2}p_{\mathrm {d} },}
gdzie:
{\displaystyle p_{\mathrm {d} }={\frac {\rho v^{2}}{2}}} – ciśnienie dynamiczne,
co zgodnie z definicją współczynnika oporu aerodynamicznego ({\displaystyle C_{x}}) jest równoważne z:
{\displaystyle C_{x}={\frac {24}{Re}}.}
W gazach wzór jest spełniony dla ciał, których średnica jest znacznie większa od drogi swobodnej cząstki gazu, co jest równoważne warunkowi liczba Knudsena < 0,01. Dla ciał o mniejszym promieniu stosuje się wzór z poprawką uwzględniającą drogę swobodną cząsteczek:
{\displaystyle F=6\,\pi \,r\,\eta \,v\,\left(1+{\frac {0{,}86\,\lambda }{r}}\right)^{-1},}
gdzie {\displaystyle \lambda } – średnia droga swobodna cząsteczki gazu.
Wzór jest stosowany w fizyce cząstek, meteorologii, chemii koloidów, do określania szybkości osiadania cząstek, jest wykorzystywany do wyznaczania lepkości cieczy za pomocą wiskozymetru.
Ze wzoru tego wynika wzór na prędkość graniczną spadania kulki:
{\displaystyle V_{\mathrm {s} }={\frac {2}{9}}{\frac {r^{2}g(\rho _{\mathrm {p} }-\rho _{\mathrm {f} })}{\eta }},}
gdzie:
{\displaystyle V_{\mathrm {s} }} – prędkość graniczna,
{\displaystyle g} – przyspieszenie ziemskie,
{\displaystyle \rho _{\mathrm {p} }} – gęstość kulki,
{\displaystyle \rho _{\mathrm {f} }} – gęstość płynu.
Dla powietrza, którego gęstość można pominąć wzór przyjmuje postać:
{\displaystyle V_{\mathrm {s} }={\frac {2}{9}}{\frac {r^{2}g\rho _{\mathrm {p} }}{\eta }}.}